# Moira Young
Moira Young (New Westminster, 1959) è una scrittrice canadese.

## Biografia
Nata nel 1959 a New Westminster, vive e lavora con il marito nel Regno Unito.
Dopo essersi laureata in Storia Europea all'Università della Columbia Britannica, si è trasferita in Inghilterra per studiare recitazione e lavorare come attrice teatrale prima di fare ritorno in Canada dove ha svolto la professione di cantante lirica
Ha esordito nella narrativa per ragazzi nel 2011 con Dark Eden, primo capitolo di una trilogia vincitrice del Premio Costa nella categoria "Libro per ragazzi".
Autrice di altri 3 romanzi, le sue opere sono state pubblicate in 30 paesi.

## Opere

### Trilogia Dust Lands
- Dark Eden (Blood Red Road), Milano, Piemme, 2011 traduzione di Loredana Serratore ISBN 978-88-566-1707-8
- Rebel Heart (2012)
- Raging Star (2014)

### Altri romanzi
- The Road To Ever After (2016)

## Premi e riconoscimenti
- Costa Book Awards: 2011 vincitrice nella categoria "Libro per ragazzi" con Dark Eden